# Melanodera melanodera
Melanodera melanodera е вид птица от семейство Тангарови (Thraupidae).

## Разпространение
Видът е разпространен в Аржентина, Фолкландски острови и Чили.